# Sinus pétreux supérieur
Le sinus pétreux supérieur est un sinus pair de la dure-mère situés sous le cerveau. Il reçoit le sang du sinus caverneux et passe en arrière et latéralement pour s'écouler dans le sinus sigmoïde.
Le sinus passe dans la marge attachée de la tente du cervelet, dans une rainure de la partie pétreuse de l'os temporal formée par le sinus lui-même - le sulcus pétreux supérieur.
Le sinus reçoit des veines cérébelleuses, des veines cérébrales inférieures et des veines de la cavité tympanique.

## Galerie

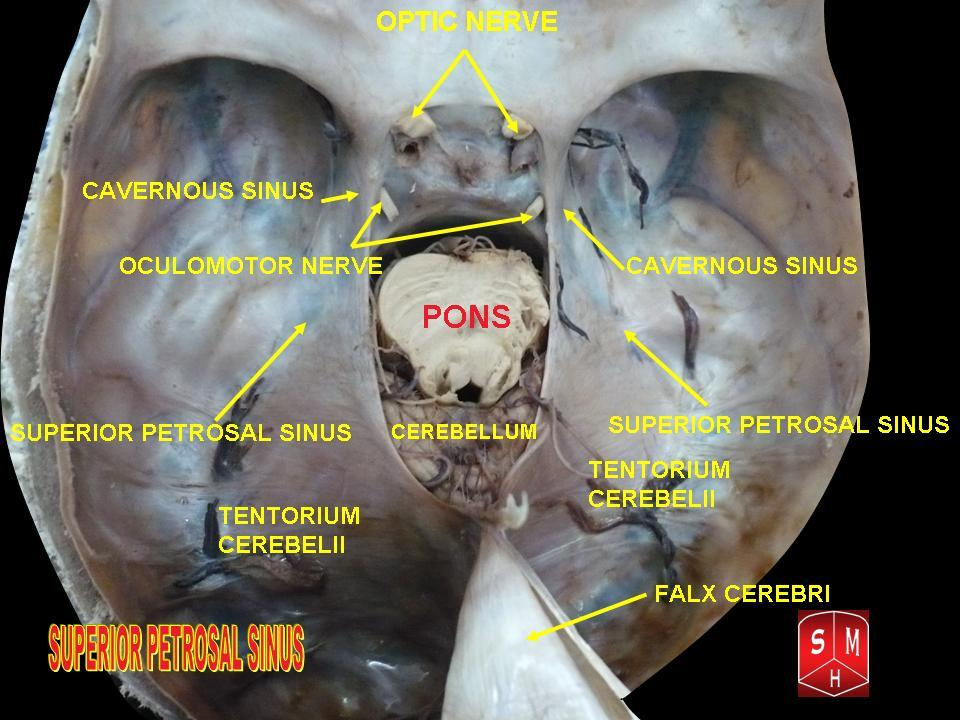
Sinus pétreux supérieur